# Gafas de Groucho
Las gafas de Groucho, a menudo llamadas gafas divertidas o en inglés beaglepuss, son un disfraz característico que toma como modelo a Groucho Marx. Suelen consistir en gafas con cejas adjuntas, una nariz de plástico grande y un bigote tupido. Las gafas de Groucho fueron comercializadas en la década de 1940. Hoy se utilizan a menudo como símbolo del slapstick.